# Lethrus staudingeri obsoletus
Lethrus staudingeri obsoletus es una subespecie de coleóptero de la familia Geotrupidae.

## Distribución geográfica
Habita en Asia Central.